# Діамантовий поліцейський
«Діамантовий поліціянт» (англ. Blue Streak, Блакитна смуга) — комедійний бойовик 1999 року.

## Сюжет
Майлзу Лоґану (Мартін Ловренс), злодію екстра-класу, вдалося викрасти з ретельно охоронюваної схованки величезний алмаз вартістю в 17 мільйонів доларів. Але поліція з'явилася несподівано швидко. І все ж Лоґан встиг за кілька хвилин до арешту заховати скарб у вентиляційній трубі поблизу недобудованої будівлі. Два роки по тому, вийшовши з в'язниці, Майлз відразу відправився за каменем. Яке ж було його здивування і жах, коли він виявив, що в заповітному місці розташована поліційна дільниця! І щоб з'ясувати, що сталося з його «заначкою», Лоґан стає «служителем закону». За лічені дні непоправний рецидивіст робить запаморочливу кар'єру і стає керівником цілого підрозділу. Однак весь цей час злочинне співтовариство уважно стежило за діями діамантового поліціянта і вжило заходів...

## У ролях
- Мартін Лоуренс — Майлс Лоґан
- Люк Вілсон — детектив Карлсон
- Дейв Шапел — Таллі
- Пітер Грін — Дікон
- Вільям Форсайт — детектив Гардкасл
- Олек Крупа — Жан ла Фльор
- Кармен Аргенціано — капітан Пенеллі
- Джон Гокс — Едді
- Ніколь Арі Паркер — Мелісса Ґрін

## Саундтрек
1. «Girl’s Best Friend» — Jay-Z
2. «Criminal Mind» — Tyrese featuring Heavy D
3. «Damn (Should’ve Treated U Right)» — So Plush featuring Ja Rule
4. «While You Were Gone» — Kelly Price
5. «I Put You On» — Keith Sweat featuring Da Brat
6. «Blue Diamond» — Raekwon featuring Chip Banks
7. «Get Away» — TQ and Krayzie Bone
8. «Rock Ice» — Hot Boys featuring Big Tymers
9. «Na Na Be Like» — Foxy Brown
10. «Gimme My Money» — Rehab
11. «Da Freak» — Da Shortiez featuring 69 Boyz
12. «Please Don’t Forget About Me» — Ruff Endz
13. «All Eyes on Me (Revisiting Cold Blooded)» — Strings featuring Keith Sweat
14. «Playboy Like Me» — Playa

## Цікаві факти
- Касові збори склали 68,2 млн $.
- На початку фільму в моменті, де охоронець світить ліхтарем через скляні двері, видно камеру оператора.
- Кіноляп: коли Майлс вирішив покататися на поліційній автівці зі своїм напарником, він так розігнався, що навіть злетів у повітря на мосту. У момент, коли вони летять (момент з кабіни в польоті), подивіться на вікна: вони не летять, а до сих пір їдуть, наче й не було нічого, хоча на цей момент ті були в повітрі.
- Кіноляп: коли детектив Карлсон хотів послабити злочинцеві наручники, він розстебнув їх тільки на одній руці, і той одразу побіг. Коли ж Меловн (Мартін Ловренс) його знешкодив, злочинець лежав на підлозі в туалеті вже без наручників.